# Reynoldsburg
Reynoldsburg är en stad i Fairfield County, Franklin County, och Licking County, i Ohio. Vid 2010 års folkräkning hade Reynoldsburg 35 893 invånare.